# Prisma triangular
En geometría, un prisma triangular es un prisma cuyas bases tienen tres lados, y por ende, un prisma con tres lados. Es un poliedro hecho de una base triangular, una copia trasladada y 3 caras que unen los lados correspondientes. Un prisma triangular recto tiene lados rectangulares; un prisma que no cumple esta propiedad se llama oblicuo. Un prisma triangular uniforme es un prisma triangular recto con bases equiláteras y caras laterales cuadradas. 
De manera equivalente, es un poliedro del cual dos caras son paralelas, mientras que las normales de las otras tres están en el mismo plano (que no es necesariamente paralelo.

## Como un poliedro semirregular (o uniforme)
Un prisma triangular recto es semirregular o, más generalmente, un poliedro uniforme, si las caras de la base son triángulos equiláteros, y las otras tres caras son cuadrados. Se puede ver como un hosoedro trigonal truncado, representado por un símbolo de Schläfli t{2,3}. De otra manera, puede verse como el producto cartesiano de un triángulo y un segmento de línea, y representado por el producto {3}x{}. El dual de un prisma triangular es una bipirámide triangular. 
El grupo de simetría de un prisma recto de 3 lados con base triangular es D3h, con orden 12. El grupo de rotación es D3, con orden 6. El grupo de simetría no contiene la simetría central. 

## Área

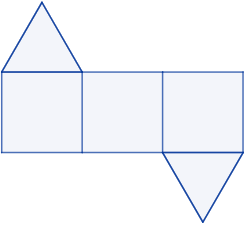
Desarrollo plano de un prisma triangular (uniforme).

El área de un prisma triangular recto de altura {\displaystyle h} cuyas bases son triángulos equiláteros de lado {\displaystyle L} es
{\displaystyle A=L\cdot \left(3h+{\frac {L{\sqrt {3}}}{2}}\right)}
El área de un prisma triangular recto de altura {\displaystyle h} cuyas bases son triángulos de lados {\displaystyle a}, {\displaystyle b} y {\displaystyle c} con semiperímetro {\displaystyle s} es
{\displaystyle A=2sh+2{\sqrt {s(s-a)(s-b)(s-c)}}}

## Volumen
El volumen de cualquier prisma es el producto del área de la base y la distancia entre las dos bases. En este caso, la base es un triángulo, por lo que simplemente necesitamos calcular el área del triángulo y multiplicarlo por la longitud del prisma: 
{\displaystyle V={\frac {1}{2}}bhl,}
donde b es la longitud de un lado del triángulo, h es la longitud de una altura dibujada a partir de ese lado, y l es la distancia entre las caras triangulares. 

## Prisma triangular truncado
Un prisma triangular recto truncado tiene una cara triangular truncada en un ángulo oblicuo.
El volumen de un prisma triangular truncado con área de base A y tres alturas h1, h2 y h3 está determinado por
{\displaystyle V={\frac {1}{3}}A(h_{1}+h_{2}+h_{3}).}

## Facetados
Hay dos facetados completos de simetría D2h de un prisma triangular, ambas con 6 caras isósceles triangulares, una conservando los triángulos superiores e inferiores originales y la otra los cuadrados originales. Dos facetados inferiores de simetría C3v tienen un triángulo base, 3 caras cuadradas laterales cruzadas y 3 caras laterales triangulares isósceles. 
| Convexo      | Faceteados        | Faceteados        | Faceteados                | Faceteados                |
| Simetría D3h | Simetría D3h      | Simetría D3h      | Simetría C3v              | Simetría C3v              |
| ------------ | ----------------- | ----------------- | ------------------------- | ------------------------- |
|              |                   |                   |                           |                           |
| 2 {3} 3 {4}  | 3 {4} 6 ( ) v { } | 2 {3} 6 ( ) v { } | 1 {3} 3 t'{2} 6 ( ) v { } | 1 {3} 3 t'{2} 3 ( ) v { } |

## Poliedros y teselaciones relacionados

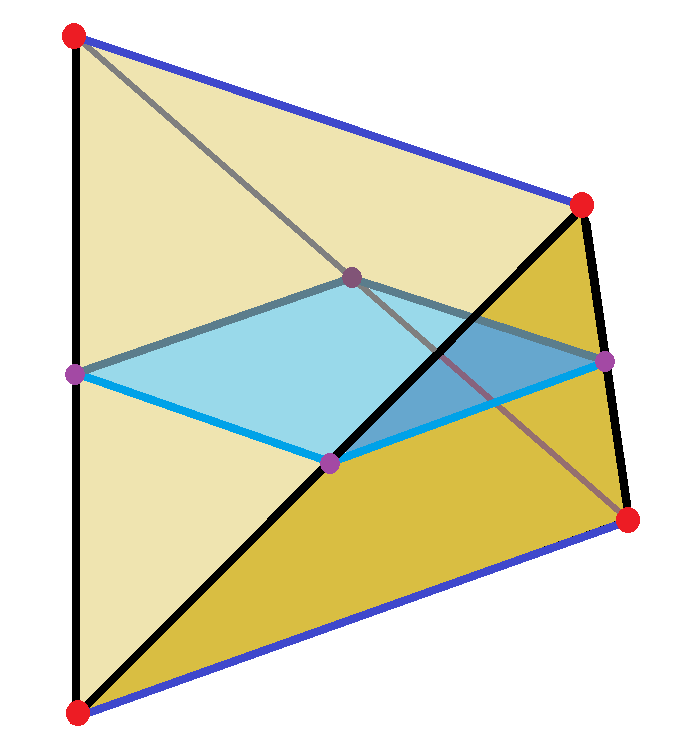
Un tetraedro regular o un disphenoide tetragonal se puede disecar en dos mitades con un cuadrado central. Cada mitad es un prisma triangular topológico.

### Mutaciones de simetría
Este poliedro está topológicamente relacionado con parte de la secuencia de poliedros truncados uniformes con configuraciones de vértice (3.2n.2n) y simetría de grupo Coxeter [n,3].  
Este poliedro está topológicamente relacionado con parte de la secuencia de poliedros cantelados con configuración de vértice (3.4.n.4), y continúa como teselaciones del plano hiperbólico. Estas figuras isogonales tienen simetría (*n32). 
Este poliedro está topológicamente relacionado con parte de la secuencia de poliedros cantelados con la figura del vértice (3.4.n.4), y continúa como teselaciones del plano hiperbólico. Estas figuras isogonales tienen simetría (*n32). 

### Compuestos
Hay 4 compuestos uniformes de prismas triangulares: 
Compuesto de cuatro prismas triangulares, compuesto de ocho prismas triangulares, compuesto de diez prismas triangulares, compuesto de veinte prismas triangulares.

### Panales
Hay 9 panales uniformes que incluyen casillas de prismas triangulares: 
Panal cúbico alternado giroelongado, panal cúbico alternado elongado, panal prismático triangular girado, panal prismático cuadrado romo, panal prismático triangular, panal prismático triangular-hexagonal, panal prismático hexagonal truncado, panal prismático rombitriangular-hexagonal, panal prismático triangular-hexagonal romo, panal prismático triangular elongado.

### Politopos relacionados
El prisma triangular es el primero de una secuencia dimensional de politopos semirregulares. Cada politopo subsecuente es una configuración de vértice construida a partir del politopo anterior. Thorold Gosset identificó en 1900 que todas las facetas de esta secuencia son politopos regulares, siendo símplexes y ortoplexes (triángulos equiláteros y cuadrados en el caso del prisma triangular). En la notación de Coxeter, el prisma triangular recibe el símbolo −121. 

### Espacio de cuatro dimensiones
El prisma triangular existe como las casillas de varios 4-politopos uniformes, que incluyen: 
| Prisma tetraedral ·           | Prisma octaedral ·              | Prisma cuboctaedral ·       | Prisma icosaedral ·             | Prisma icosidodecaedral ·       | Prisma dodecaedral truncado ·     |                               |                                   |
|                               |                                 |                             |                                 |                                 |                                   |                               |                                   |
| Prisma rombicosidodecaedral · | Prisma rombicuboctaedral ·      | Prisma cúbico truncado ·    | Prisma dodecaedral romo ·       | Prisma antiprismático n-gonal · |                                   |                               |                                   |
|                               |                                 |                             |                                 |                                 |                                   |                               |                                   |
| Pentácoron cantelado ·        | Pentácoron cantitruncado ·      | Pentácoron runcinado ·      | Pentácoron runcitruncado ·      | Teseracto cantelado ·           | Teseracto cantitruncado ·         | Teseracto runcinado ·         | Teseracto runcitruncado ·         |
|                               |                                 |                             |                                 |                                 |                                   |                               |                                   |
| Icositetracoron cantelado ·   | Icositetracoron cantitruncado · | Icositetracoron runcinado · | Icositetracoron runcitruncado · | Hecatonicosacoron cantelado ·   | Hecatonicosacoron cantitruncado · | Hecatonicosacoron runcinado · | Hecatonicosacoron runcitruncado · |
|                               |                                 |                             |                                 |                                 |                                   |                               |                                   |

## Prismas uniformes
| Familia de prismas n-gonales uniformes | Familia de prismas n-gonales uniformes | Familia de prismas n-gonales uniformes | Familia de prismas n-gonales uniformes | Familia de prismas n-gonales uniformes | Familia de prismas n-gonales uniformes | Familia de prismas n-gonales uniformes | Familia de prismas n-gonales uniformes | Familia de prismas n-gonales uniformes | Familia de prismas n-gonales uniformes | Familia de prismas n-gonales uniformes | Familia de prismas n-gonales uniformes | Familia de prismas n-gonales uniformes | Familia de prismas n-gonales uniformes |
| Nombre                                 | Prisma digonal                         | (Trigonal) Prisma triangular           | (Tetragonal) Prisma cuadrado           | Prisma pentagonal                      | Prisma hexagonal                       | Prisma heptagonal                      | Prisma octogonal                       | Prisma eneagonal                       | Prisma decagonal                       | Prisma endecagonal                     | Prisma dodecagonal                     | ...                                    | Prisma apeirogonal                     |
| -------------------------------------- | -------------------------------------- | -------------------------------------- | -------------------------------------- | -------------------------------------- | -------------------------------------- | -------------------------------------- | -------------------------------------- | -------------------------------------- | -------------------------------------- | -------------------------------------- | -------------------------------------- | -------------------------------------- | -------------------------------------- |
| Imagen                                 |                                        |                                        |                                        |                                        |                                        |                                        |                                        |                                        |                                        |                                        |                                        | ...                                    |                                        |
| Imagen teselado esférico               |                                        |                                        |                                        |                                        |                                        |                                        |                                        |                                        |                                        |                                        |                                        | Imagen teselado plano                  |                                        |
| Conf. vértices                         | 2.4.4                                  | 3.4.4                                  | 4.4.4                                  | 5.4.4                                  | 6.4.4                                  | 7.4.4                                  | 8.4.4                                  | 9.4.4                                  | 10.4.4                                 | 11.4.4                                 | 12.4.4                                 | ...                                    | ∞.4.4                                  |
| Diagrama de Coxeter-Dynkin             |                                        |                                        |                                        |                                        |                                        |                                        |                                        |                                        |                                        |                                        |                                        | ...                                    |                                        |